# Avenida Virxinia Pereira Renda
La avenida Virginia Pereira Renda (hasta 2021 Avenida de Juan Carlos I) es una de las principales avenidas transversales de la ciudad española de Pontevedra, situada en el barrio de La Parda.

## Origen del nombre
La avenida recibe su nombre en homenaje a Virxinia Pereira Renda (1884-1969), mujer de Castelao, que vivió en Pontevedra capital desde 1916 hasta 1938.

## Historia
Hasta finales del siglo XX, el terreno de la zona este de la ciudad donde hoy se encuentra la actual avenida Virxinia Pereira Renda permaneció sin urbanizar ni explanar. La avenida tiene su origen en el año 1995, cuando el alcalde Juan Luis Pedrosa Fernández decidió impulsar la expansión de la ciudad hacia el este, en A Parda. Este desarrollo fue posible gracias a sus gestiones para avanzar en la construcción del primer edificio judicial de la Ciudad de la Justicia de Pontevedra, que ocupa el terreno donde estaba ubicada la antigua Prisión Provincial de Pontevedra.
En junio de 1997 se aprobó el proyecto definitivo para urbanizar los terrenos, marcando el inicio de las obras de la avenida. Las obras cogieron impulso el año siguiente y concluyeron en 1999. Los primeros edificios de viviendas comenzaron a levantarse en el lado sureste de la avenida en 1999, mientras que la mayor parte de la edificación a lo largo de la nueva avenida pontevedresa, bautizada como Avenida Juan Carlos I, tuvo lugar entre 2000 y 2001.
En julio de 2001 se autorizó la construcción del nuevo edificio del Conservatorio Profesional de Música de Pontevedra en el lado este de la avenida, que fue inaugurado en septiembre de 2004. También en 2001 se aprobó la prolongación de la avenida con dos carriles más hacia el noreste y la construcción de 260 nuevas viviendas para conectar el tramo principal urbanizado en 1999 con la Avenida de Lugo.
En 2021, con el propósito de aumentar la presencia de figuras femeninas en el callejero de Pontevedra, la avenida dejó de llamarse Juan Carlos I para adoptar el nombre de Virxinia Pereira Renda, esposa de Castelao y figura clave en la preservación y retorno de su legado a Galicia y en que la mayor parte de su obra artística esté depositada en el Museo de Pontevedra.

## Descripción

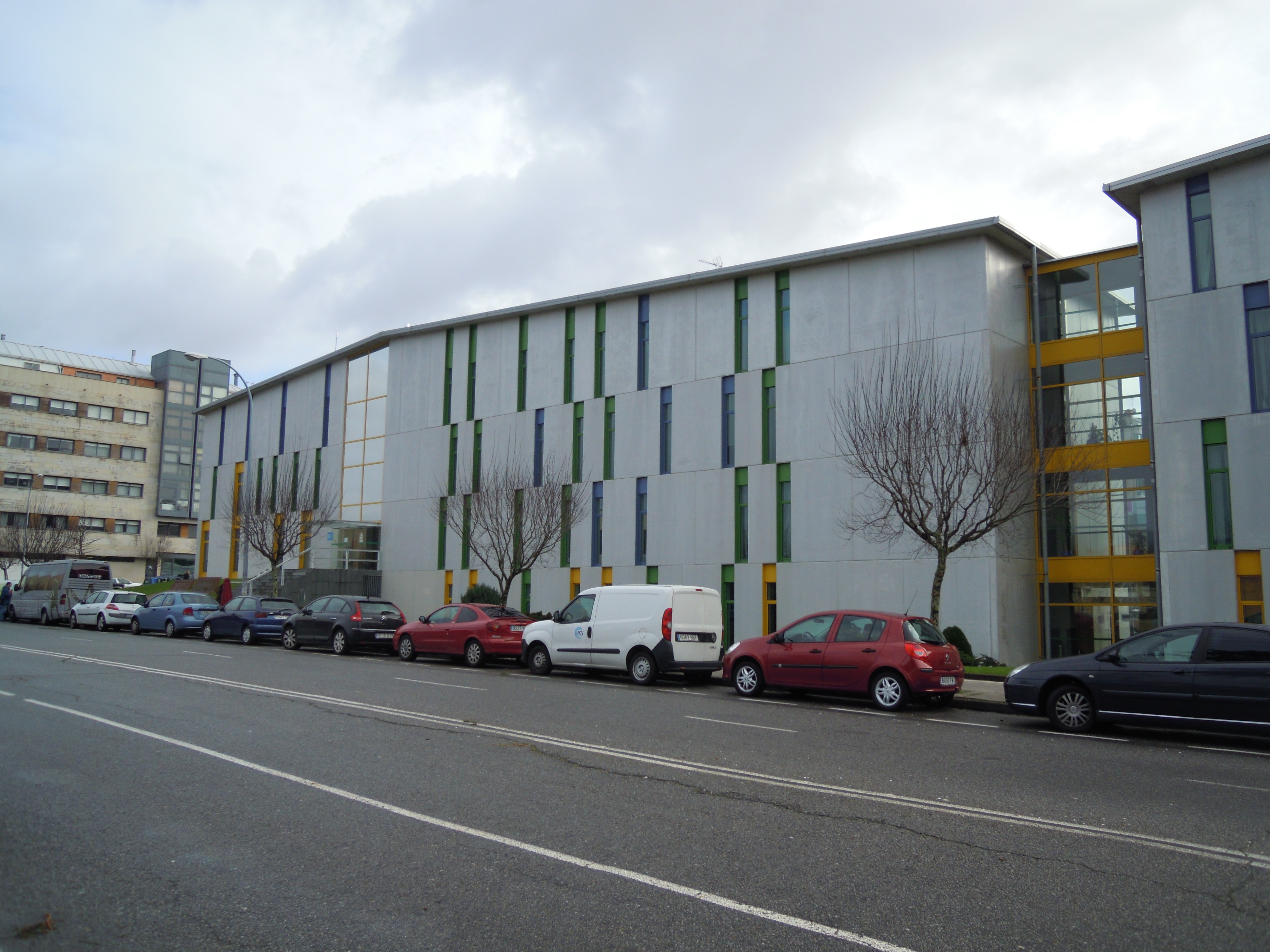
Edificio del Conservatorio Manuel Quiroga inaugurado en 2004.

La avenida Virxinia Pereira Renda, de 400 metros de longitud, recta y predominantemente llana, conecta la Avenida de Lugo con la calle Soutos, en la zona este de la ciudad. En ella confluyen por su lado este las calles Carrasqueira, San Mauro, Pintora Maruxa Mallo, Diego Sarmiento Acuña, Gaiteiro Ricardo Portela y Pintor Laxeiro y por su lado oeste las calles San Mauro, Estrada, Losada Diéguez, Lagares y Pintor Laxeiro.
La avenida cuenta con una calzada de cuatro carriles destinados al tráfico rodado y una anchura total de 22 metros. En su trazado, destaca una rotonda ajardinada situada en la intersección con las calles Ricardo Gaiteiro Portela y Lagares. En la zona centro-oeste se ubica un muro que delimita los terrenos y las instalaciones del Colegio Plurilingüe Privado Sagrado Corazón. La avenida se distingue por su cuidado arbolado ornamental, con 60 ciruelos de Pissard a ambos lados de la vía, cuyas hojas púrpuras y flores rosadas añaden un aire distintivo al paisaje urbano.
La avenida Virxinia Pereira Renda integra distintos usos, predominando el residencial, pero con presencia también de actividades comerciales y de servicios. En ella se levantan modernos edificios de cinco alturas, construidos principalmente entre 1999 y 2001, con locales comerciales en sus bajos, con establecimientos como farmacia, carnicería, cafetería o panadería.
En el lado este de la avenida destaca el edificio del Conservatorio Profesional de Música Manuel Quiroga. Es un edificio de arquitectura contemporánea y funcional que presenta una volumetría sencilla y alargada, con un diseño de líneas rectas y una cubierta de ligera inclinación. Su disposición en forma de bloque lineal responde a la necesidad de organizar eficientemente los espacios interiores destinados a aulas, auditorios y otras dependencias funcionales. Su fachada se caracteriza por la combinación de paneles de hormigón liso con franjas verticales de vidrio en tonos verdes, amarillos y azules, que aportan dinamismo y ritmo visual. Uno de los aspectos más destacables del edificio es el uso de amplias superficies acristaladas, especialmente en los accesos y zonas de circulación. Estas soluciones favorecen la entrada de luz natural y crean una relación fluida entre el interior y el exterior.

## Galería de imágenes

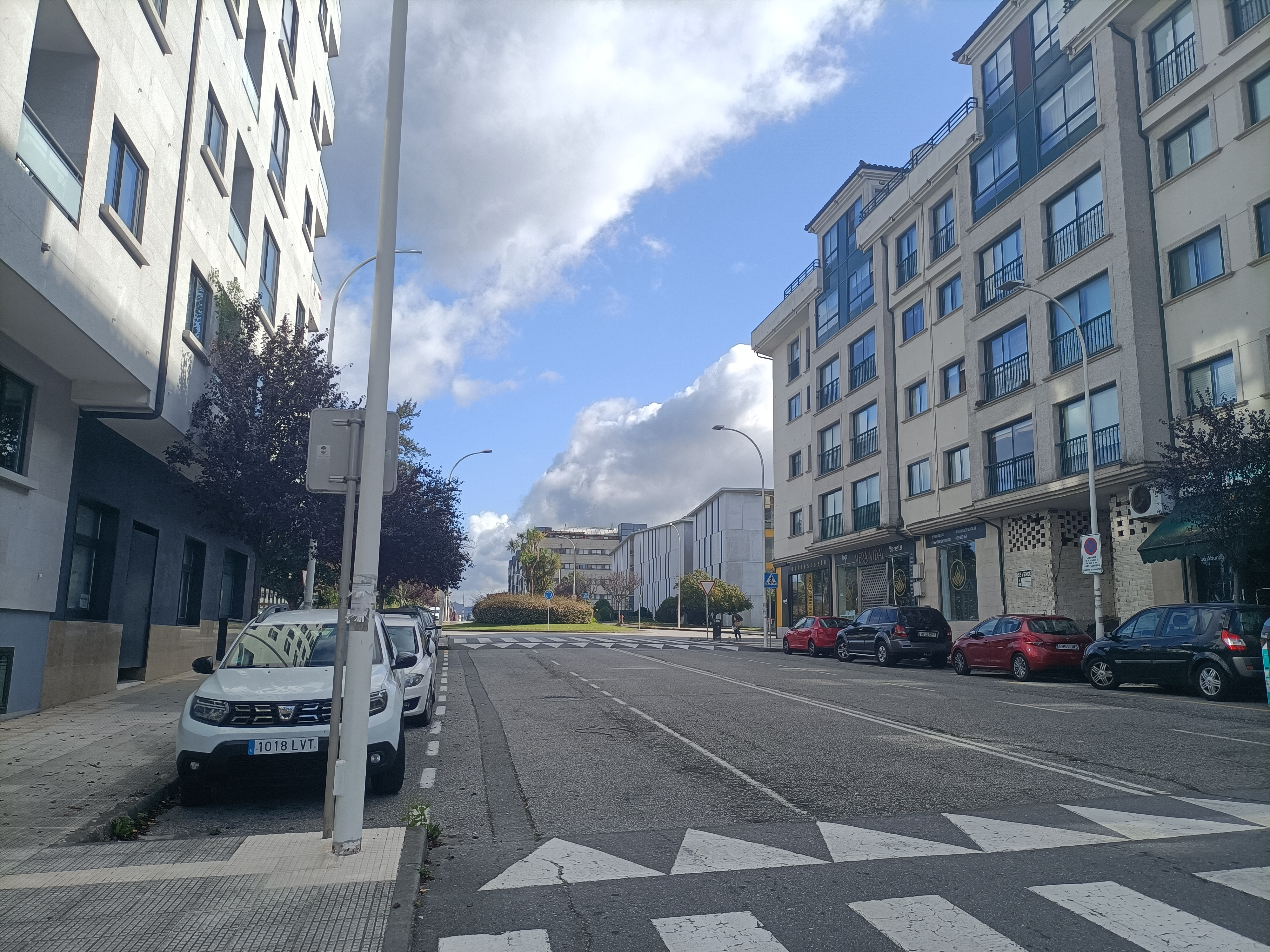
Tramo suroeste de la avenida.
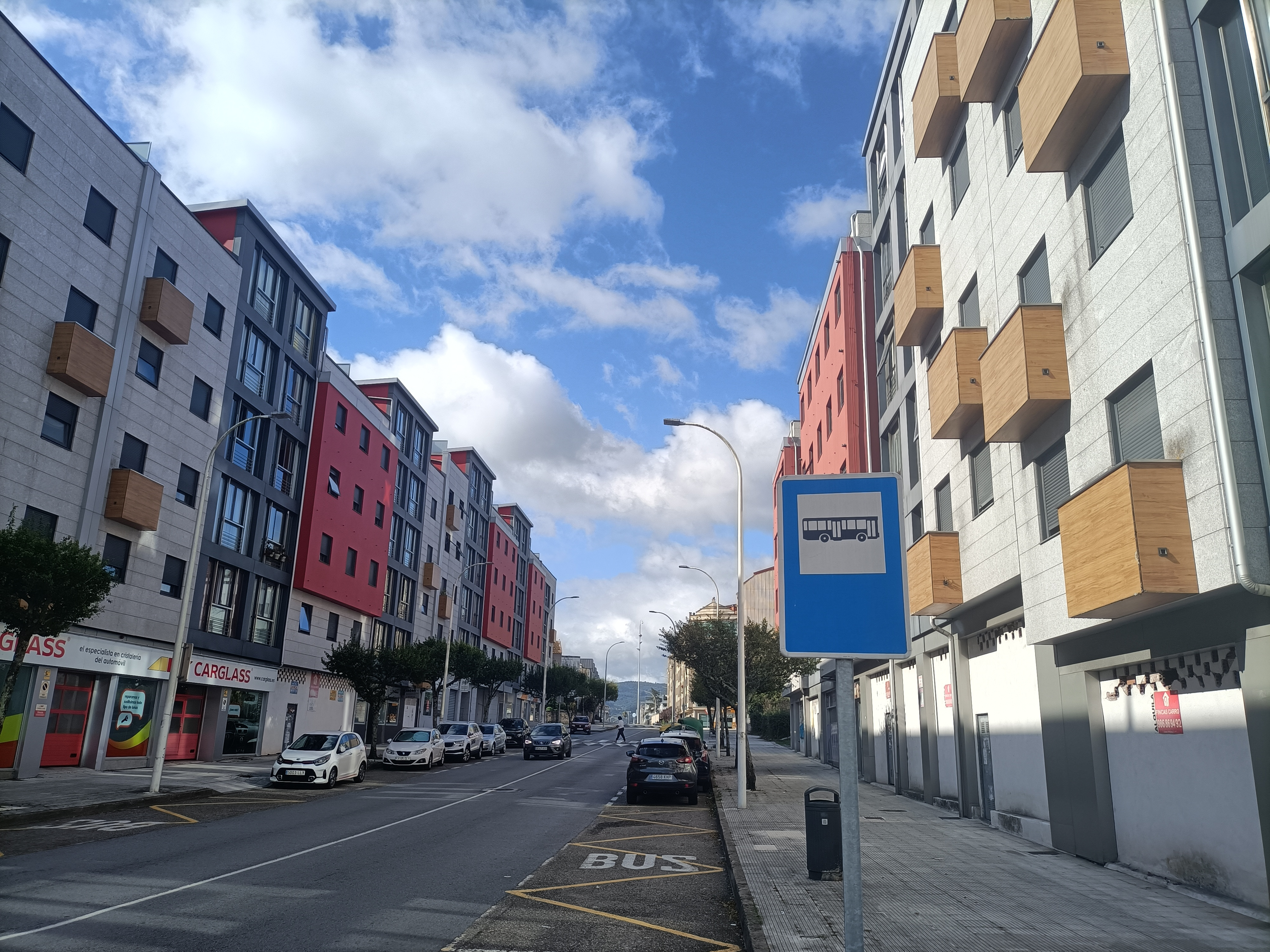
Tramo noreste de la avenida
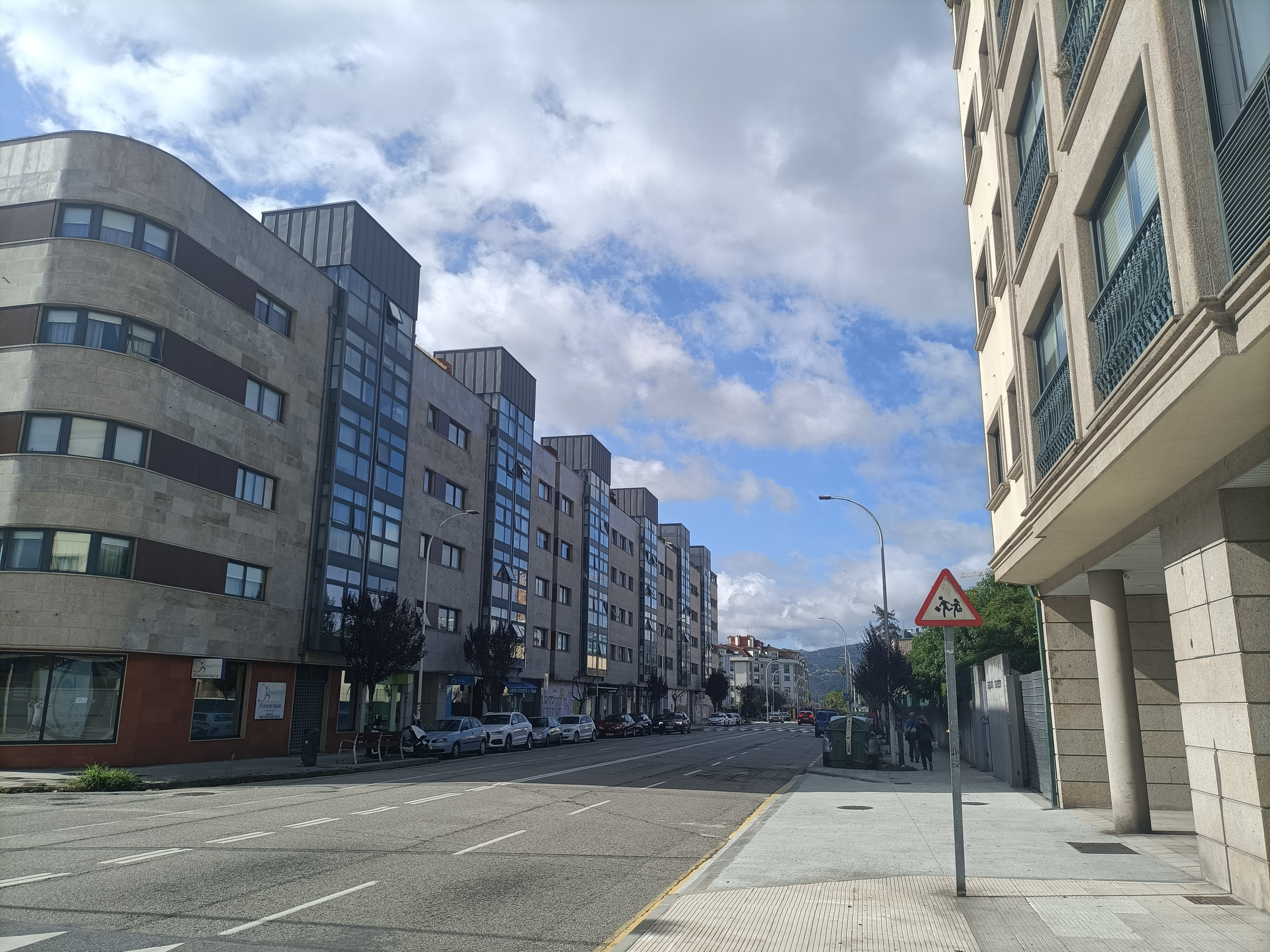
Tramo central de la avenida.
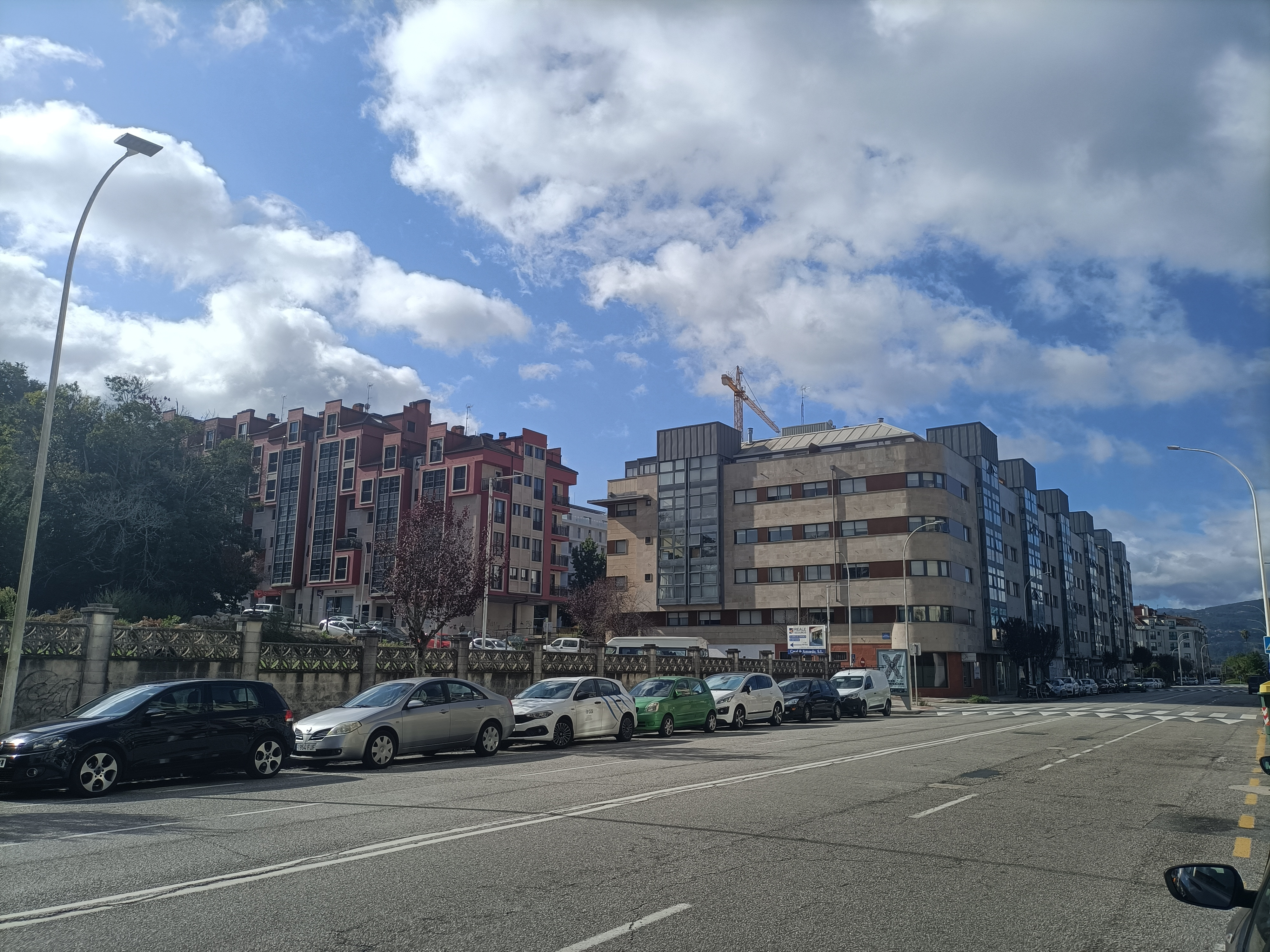
La avenida en 2023
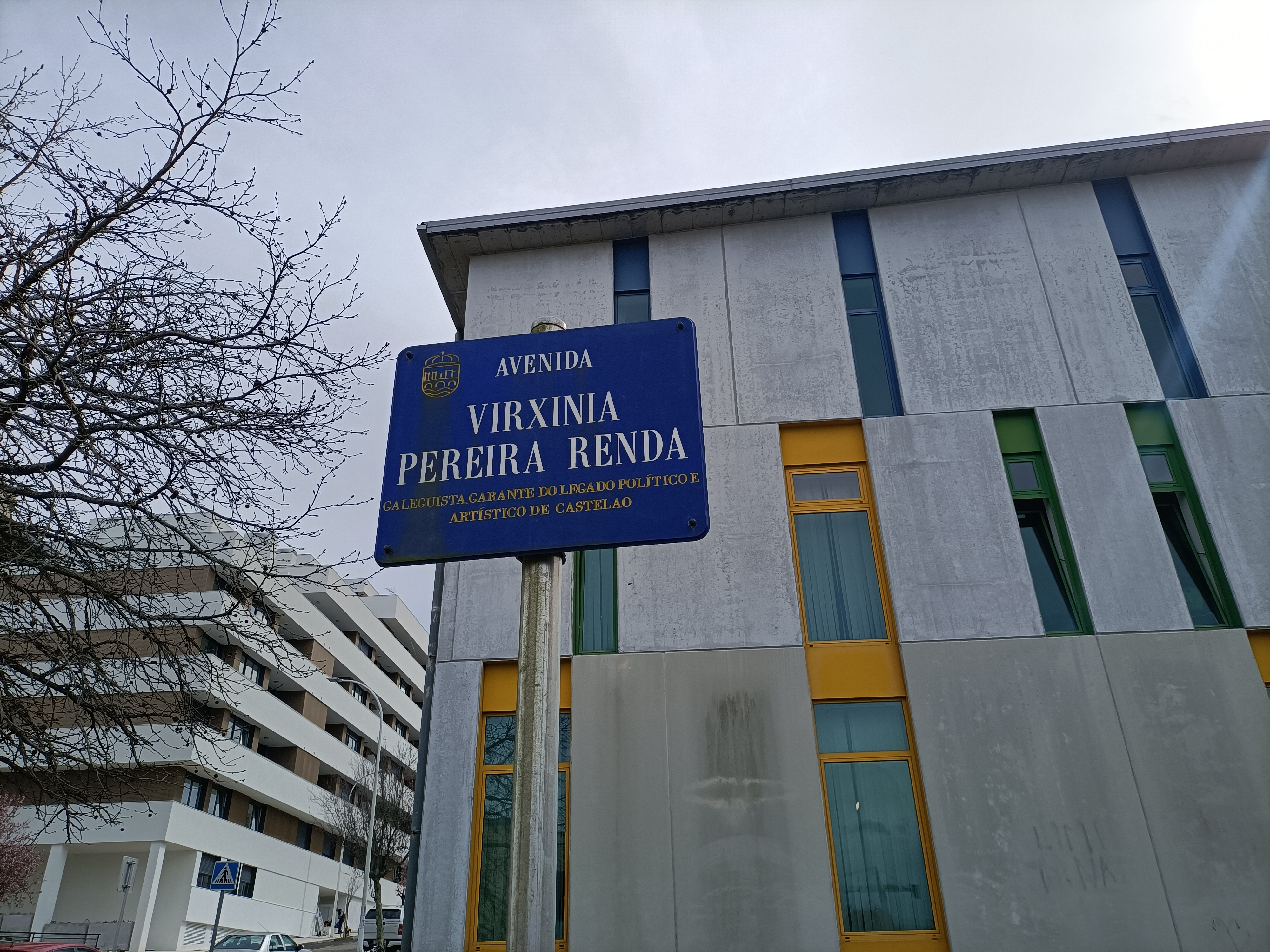
Placa de la avenida